# 内海倫
内海 倫（うつみ ひとし、1917年〈大正6年〉4月1日 - 2012年〈平成24年〉8月3日）は、日本の内務・警察・防衛官僚。位階は従三位。元防衛事務次官。元人事院総裁。

## 来歴
姫路高校文科甲類を経て東京帝国大学法学部政治学科を卒業し、1941年（昭和16年）に内務省に入省。同期に高橋幹夫、柴田護、熊崎正夫、島田豊などがいる。内務省16年入省組は、後に「素心会」というOB団体を立ち上げている。
短期現役海軍主計科士官（6期）を志願し、海軍経理学校を卒業。日本の敗戦時には海軍主計少佐であった。後に内海は、短現6期組のOB団体である「土曜会」の主要メンバーとして、中曽根康弘をバックアップすることになる。
警察庁交通局、刑事局各局長を経て1969年（昭和44年）防衛庁人事教育局長に転じ、1970年（昭和45年）防衛事務次官に就任。1972年（昭和47年）5月に退官後、同年12月から1976年（昭和51年）まで国防会議事務局長。
1984年（昭和59年）から1990年（平成2年）まで人事院総裁を務め、退任後、人事院法律顧問を委嘱された。1990年（平成2年）の秋の叙勲で勲一等瑞宝章を受章。
2012年8月3日、急性肺炎のため東京都稲城市の病院で死去。95歳没。没日付けで正七位から従三位へ昇叙。

## 略歴
- 1941年（昭和16年）3月 東京帝国大学法学部政治学科卒業
- 1941年（昭和16年）4月 内務省に入省 内務属
- 1950年（昭和25年）9月27日 警察予備隊本部警務局教養課長
- 1952年（昭和27年）8月23日 保安庁保安局調査課長
- 1953年（昭和28年）8月29日 高知県国家地方警察隊長
- 1954年（昭和29年）7月1日 高知県警察本部長
- 1955年（昭和30年）7月1日 警察庁警備部警ら交通課長
- 1958年（昭和33年）4月1日 警察庁保安局交通課長
- 1959年（昭和34年）4月1日 兼科学警察研究所交通部長
- 1959年（昭和34年）4月16日 免兼科学警察研究所交通部長
- 1961年（昭和36年）4月1日 警視庁交通部長
- 1963年（昭和38年）8月2日 愛知県警察本部長
- 1966年（昭和41年）3月5日 警察庁交通局長
- 1966年（昭和41年）11月11日 警察庁刑事局長
- 1969年（昭和44年）11月21日 防衛庁人事教育局長
- 1970年（昭和45年）11月20日 防衛事務次官
- 1972年（昭和47年）5月23日 退官
- 1972年（昭和47年）12月22日 国防会議事務局長
- 1976年（昭和51年）12月10日 依願免本官
- 1984年（昭和59年）2月27日 人事院総裁
- 1984年（昭和59年）4月2日 同再任
- 1988年（昭和63年）4月2日 同再任
- 1990年（平成2年）4月1日 依願免本官
- 1990年（平成2年）6月1日 人事院法律顧問
- 1990年（平成2年）11月3日 叙勲一等授瑞宝章
- 1992年（平成4年）6月1日 人事院法律顧問再任
- 1994年（平成6年）6月1日 同再任
- 1996年（平成8年）6月1日 同再任
- 1998年（平成10年）6月1日 同再任

## 著書
- 『交通――実態と対策』（立花書房、1963年）
- 『道交法とつきあう法』（ごま書房、1979年）